# Wermut (Bibel)
Wermut bzw. Absinth (gr: ἀψίνθιον apsinthion oder ἄψινθος apsinthos) ist ein Stern bzw. Engel, der in der Offenbarung des Johannes auftaucht. Er ist ein Symbol für die Strafe des Herrn und repräsentiert die immense Bitterkeit von Gottes Gericht. 
Wermut wird mehrmals im Alten Testament erwähnt, immer in bildlicher Verwendung. Ein dramatisches Beispiel für die Bedeutung „Quelle der Bitterkeit“ findet man in der Offenbarung im Neuen Testament: Der dritte Engel blies seine Posaune und ein Stern namens Wermut fiel vom Himmel ins Wasser, worauf sich ein Drittel des Wassers in bitteren Absinth wandelte und viele Menschen an dem Bitterwasser starben.
Da der ukrainische Name der Stadt чорнобиль (Tschornobyl) auch für Wermut (Artemisia vulgaris) steht, entwickelte sich nach der Reaktorkatastrophe von 1986 der Volksglaube, sie sei in der Bibel offenbart worden.